# 2471 Ultrajectum
2471 Ultrajectum је астероид главног астероидног појаса са средњом удаљеношћу од Сунца која износи 2,999 астрономских јединица (АЈ).
Апсолутна магнитуда астероида је 11,9.